# Episodi di Un ciclone in convento (prima stagione)
La prima stagione di Un ciclone in convento è stata trasmessa sul canale tedesco Das Erste dall'8 gennaio al 9 aprile 2002.
In Italia è andata in onda dal 2 luglio al 13 agosto 2004 su Rai 1, in prima serata.

Le protagoniste della serie televisiva

| n° | Titolo originale         | Titolo italiano                  | Prima TV originale | Prima TV Italia | Telespettatori | Share  |
| -- | ------------------------ | -------------------------------- | ------------------ | --------------- | -------------- | ------ |
| 1  | Urlaub mit Folgen        | Tamburi africani                 | 8 gennaio 2002     | 2 luglio 2004   | 4.587.000      | 23,93% |
| 2  | Sand im Getriebe         | Sabbia nell'ingranaggio          | 15 gennaio 2002    | 2 luglio 2004   | 4.665.000      | 25,22% |
| 3  | Glück im Unglück         | Dalle stelle alle stalle         | 22 gennaio 2002    | 9 luglio 2004   | 4.346.000      | 23,31% |
| 4  | Mädchen am Abgrund       | La pecorella smarrita            | 29 gennaio 2002    | 9 luglio 2004   | 4.147.000      | 22,97% |
| 5  | Romeo und Julia          | Aiutati che Dio ti aiuta         | 5 febbraio 2002    | 16 luglio 2004  | 4.114.000      | 22,20% |
| 6  | Schlag auf Schlag        | Colpo su colpo                   | 19 febbraio 2002   | 16 luglio 2004  | 3.985.000      | 22,87% |
| 7  | Wolf im Schafspelz       | Ora et labora                    | 26 febbraio 2002   | 23 luglio 2004  | 3.782.000      | 22,55% |
| 8  | Gelegenheit macht Diebe  | Per qualche euro in più          | 5 marzo 2002       | 23 luglio 2004  | 3.721.000      | 23,68% |
| 9  | Sünden der Vergangenheit | Le vie del Signore sono infinite | 12 marzo 2002      | 30 luglio 2004  | 3.994.000      | 22,49% |
| 10 | Qual der Wahl            | Scelte                           | 19 marzo 2002      | 30 luglio 2004  | 4.060.000      | 25,06% |
| 11 | Verbotene Früchte        | Erbe ed erbette                  | 26 marzo 2002      | 6 agosto 2004   | 3.945.000      | 22,17% |
| 12 | Sieg der Liebe           | Un municipio per due             | 5 aprile 2002      | 6 agosto 2004   | 3.958.000      | 23,60% |
| 13 | Kleider machen Leute     | Monache senza tonache            | 9 aprile 2002      | 13 agosto 2004  | 2.886.000      | 17,16% |

## Tamburi Africani
- Titolo originale: Urlaub mit Folgen

### Trama
Sorella Lotte, di ritorno da una missione, viene mandata in un convento nei pressi di Monaco di Baviera, a Kaltenthal. Alla stazione Lotte incontra una ragazza che sta per partorire e insieme alle due sorelle novizie decidono di portarla in convento. Il sindaco di Kalthental è Wolfgang Wöller ed è intenzionato all'acquisto del convento...

## Sabbia nell'ingranaggio
- Titolo originale: Sand im Getriebe

### Trama
Le suore del convento, capeggiate da sorella Lotte, sono alle prese con i problemi relativi alla scoperta di una discarica abusiva nei pressi del convento, di cui Wöller era a conoscenza...

## Dalle stelle alle stalle
- Titolo originale: Glück im Unglück

### Trama
Sorella Lotte salva la vita al signor Diebold. Nel frattempo il paese è in subbuglio per la campagna elettorale che vede protagonista Wöller, il sindaco di Kalthental.

## La pecorella smarrita
- Titolo originale: Mädchen am Abgrund

### Trama
Annika, una giovane sbandata, trova rifugio al convento. Nel frattempo sorella Lotte viene convocata a Monaco dalla Madre generale, la quale vuole spiegazioni sulle vicende che ruotano attorno al convento.

## Aiutati che Dio ti aiuta
- Titolo originale: Romeo und Julia

### Trama
Al convento si rifugiano i giovani sfrattati dal centro giovanile del paese. Sorella Lotte fa da paciera tra le famiglie di due innamorati.

## Colpo su colpo
- Titolo originale: Schlag auf Schlag

### Trama
Mentre Wöller sta ballando con la sua segretaria, arriva Laban, il marito della donna, che accecato dalla gelosia, colpisce il sindaco. Per vendetta, Wöller licenzia la segretaria e denuncia suo marito. Sorella Lotte trova il modo di far rappacificare il sindaco con la sua segretaria ed il marito geloso. La Madre Generale ordina di installare una linea ADSL per tenere più sotto controllo l'attività delle suore. Sorella Lotte si impegna a fornire alla Reverenda Madre un piano economico per raddrizzare le sorti del convento.

## Ora et labora
- Titolo originale: Wolf im Schafspelz

### Trama
Sta per iniziare il primo seminario organizzato da Sorella Lotte al convento di Kaltenthal. Ai due iniziali partecipanti si unisce anche Wöller, il quale, scoperto che il vescovo parteciperà in incognito al seminario, vuole convincerlo a chiudere il convento. Il terzo partecipante, il signor Stolpe, è oppresso da problemi di lavoro e di famiglia, ma grazie all'atmosfera del convento riacquisterà fiducia in se stesso. E così, malgrado i tentativi di sabotaggio del sindaco Wöller, tesi a screditare Sorella Lotte anche davanti alla Madre Generale, il seminario al convento di Kaltenthal si rivela un successo ed ottiene l'approvazione del vescovo. 

## Per qualche euro in più
- Titolo originale: Gelegenheit macht Diebe

### Trama
Le suore decidono di vendere il vecchio liquore alle erbe per pagare i debiti con il comune, mentre il signor Christlein tenta di speculare sull'acquisto per far fronte ai suoi debiti di gioco, Wöller cerca di impedirlo, facendo pignorare il liquore. Ma resteranno tutti e due con un palmo di naso, perché Sorella Sophie riuscirà a vendere il liquore via internet ad un prezzo molto più alto.

## Le vie del Signore sono infinite
- Titolo originale: Sünden der Vergangenheit

### Trama
Dopo una lunga riflessione, sorella Lotte decide di candidarsi a sindaco, ma la madre generale la avverte che se verrà eletta, dovrà lasciare l'abito da religiosa. Wöller mostra al revisore delle tasse una falsa ricevuta su carta intestata del convento, per una donazione di 44.000 euro. Lotte gli regge il gioco ma subito dopo si prende una grossa rivincita. Nel finale, Lotte va alla ricerca di Eva, un'amica di sorella Sophie, in un quartiere a luci rosse. La trova e riesce a convincerla a cambiare vita.

## Scelte
- Titolo originale: Qual der Wahl

### Trama
Sorella Lotte è in piena campagna elettorale. Insieme con il sindaco partecipa ad un talk-show in cui, dopo aver sbaragliato Wöller, rivolge un appello ad un giovane colpito da cancro affinché accetti di sottoporsi alla chemioterapia. Intanto Barbara, la giovane novizia, incoraggiata da Lotte, prima di decidersi a prendere il velo si reca dal dottor Richter con il quale si sente coinvolta sentimentalmente.

## Erbe ed erbette
- Titolo originale: Verbotene Früchte

### Trama
Nel bosco del convento viene scoperta una rigogliosa piantagione di canapa indiana da cui si estrae l'hashish. Il sindaco Wöller ne approfitta subito per sfruttare la situazione a suo vantaggio: a giorni ci saranno le elezioni comunali e a questo punto la situazione sembra disperata per Sorella Lotte, ma per fortuna viene fuori che la vecchia nonna dell'agente Meier ha il pollice verde, ed è lei che coltiva la canapa nel bosco.

## Un municipio per due
- Titolo originale: Sieg der Liebe

### Trama
Sorella Barbara decide di lasciare il convento di Kaltenthal e coronare il suo sogno d'amore. Con l'approssimarsi del giorno delle elezioni, Sorella Lotte è sempre più tesa. Non è affatto sicura di voler vincere, anzi, l'idea la terrorizza ma come sempre, saranno le urne a decidere ed il risultato sarà a suo favore.

## Monache senza tonache
- Titolo originale: Kleider machen Leute

### Trama
Depresso per essere stato sconfitto alle elezioni, Wöller sparisce e fa amicizia con un barbone. Il figlio Wolfgang, preoccupato per le stranezze del padre e per il fatto che questi non vuole più passargli l'assegno mensile, chiede consigli a sorella Lotte. Nel frattempo, con l'aiuto del vescovo, Lotte riceve il permesso di fare il sindaco senza dover rinunciare alla tonaca.